# یواس‌اس روامر (اس‌پی-۱۰۴۷)
یواس‌اس روامر (اس‌پی-۱۰۴۷) (به انگلیسی: USS Roamer (SP-1047)) یک کشتی بود که طول آن ۹۳ فوت (۲۸ متر) بود. این کشتی در سال ۱۹۰۲ ساخته شد.